# Караолан
Караолан или Кара оглан (на гръцки: Άσκυρα, Аскира) е село в Западна Тракия, Гърция в дем Ксанти.

## История
Според Любомир Милетич към 1912 година Карааланъ е помашко село в Даръдерската каза. Патриарх Кирил посочва, че към 1943 година Караолан има 1088 жители и се състои от 10 махали: Хан махле – 185 ж.; Солуджа дере – 238 ж.; Караджалар – 102 ж.; Кара чукур – 55 ж.; Али кехая – 101 ж.; Хамбарджи дере – 61 ж.; Юсейн гедик – 113 ж.; Боклуджа – 82 ж.; Иси мерен – 81 ж.; Джинкая – 70 ж.